# Teatro Circus
Il Teatro Circus, noto anche come Circus Visioni, è un complesso multifunzionale di Pescara. Ha più volte ospitato il Flaiano Film Festival. 

## Storia
Realizzato per ospitare eventi teatrali e culturali di varie tipologie, il Teatro Circus fu inaugurato nel 1975 dai fratelli Nino e Roberto Montebello. La famiglia Montebello aveva già in gestione il Teatro Excelsior, aperto nel 1924 nel centro cittadino, che fu la sesta sala cinematografica ad essere inaugurata in Italia e la prima in Abruzzo. L'edificio del Teatro Circus fu costruito alla fine degli anni sessanta a ridosso del centrale corso Vittorio Emanuele II. Il progetto del complesso, dopo la sua realizzazione, fu presentato ad un'esposizione di architettura a Parigi.

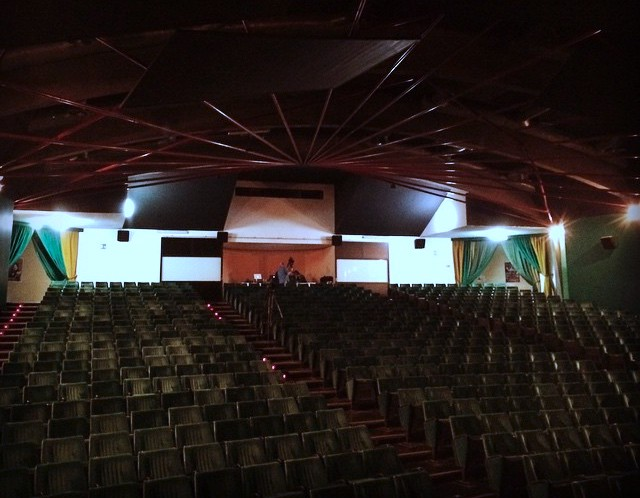
Interno della sala polivalente

Il Teatro Circus si suddivide in tre livelli: il piano interrato è costituito da una sala di danza e uno studio di registrazione audio; il piano terra, che con il suo ingresso è il più ampio dei tre, dispone di una platea da 806 posti, un palcoscenico con antistante buca d'orchestra e vari locali per attività collaterali, presenti anche nel primo piano dell'edificio.
La funzione di associazione teatrale stabile fu affidata alla Società del Teatro e della Musica, presieduta in passato anche da Edoardo Tiboni, condividendo le rappresentazioni in programma con il Teatro Massimo, storica struttura della città.
Nel 2001, i Montebello furono costretti a chiudere i battenti a causa di alcuni problemi strutturali dell'edificio, sorto in un'antica zona paludosa che si estendeva dal delta del fiume Aterno-Pescara e che gravò sulla stabilità del terreno. La struttura fu in seguito acquisita dalla Fondazione Pescarabruzzo che, dopo un intervento di restauro, riaprì il teatro il 22 dicembre 2005, affidandone la direzione artistica al maestro Angelo Valori. Al momento della riapertura, la programmazione cinematografica del Circus fu inserita all'interno del progetto denominato Pescara Cityplex, che tuttora raggruppa e congiunge le sale cinematografiche presenti sul territorio pescarese.